# Vestax

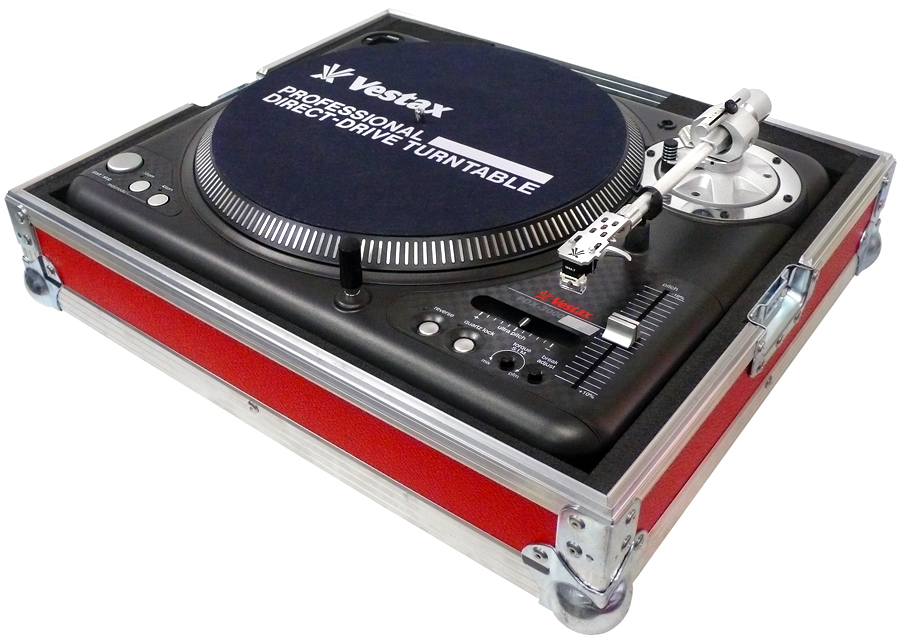
Plattenspieler Vestax PDX3000

Vestax K.K. (jap. ベスタクス株式会社, Besutakusu Kabushiki kaisha, engl. Vestax Corporation) war ein japanischer Hersteller von DJ-Equipment und elektrischen Gitarren mit Sitz in Setagaya.
Gegründet 1977 als Hersteller von elektrischen Gitarren, breitete sich in den 1980er Jahren das Produktionsfeld auf DJ-Equipment, insbesondere DJ-Mixer und DJ-Plattenspieler, aus. 2014 stellte Vestax den Geschäftsbetrieb ein.